# هيو جادسون كيلباتريك
هيو جادسون كيلباتريك (بالإنجليزية: Hugh Judson Kilpatrick)‏ هو دبلوماسي وضابط أمريكي، ولد في 14 يناير 1836 في بلدة وانتج (نيو جيرسي) في الولايات المتحدة، وتوفي في 4 ديسمبر 1881 في سانتياغو في تشيلي.